# Юрєвиця
Юрєвиця (словен. Jurjevica) — поселення в общині Рибниця, регіон Південно-Східна Словенія, Словенія.